# Chadenet
Chadenet ist eine französische Gemeinde mit 122 Einwohnern (Stand: 1. Januar 2022) im Département Lozère in der Region Okzitanien. Die Gemeinde gehört zum Arrondissement Mende und zum Kanton Grandrieu. Die Einwohner werden Chadenetiens genannt.

## Geographie
Chadenet liegt am Fluss Lot und im Gebirgsmassivs des Mont Lozère. Umgeben wird Chadenet von den Nachbargemeinden 
- Allenc im Norden,
- Mont Lozère et Goulet mit Bagnols-les-Bains im Osten und Saint-Julien-du-Tournel im Süden und Osten,
- Lanuéjols im Südwesten,
- Sainte-Hélène im Westen,
- Pelouse im Nordwesten.

## Bevölkerungsentwicklung
| Jahr                       | 1962 | 1968 | 1975 | 1982 | 1990 | 1999 | 2006 | 2018 |
| -------------------------- | ---- | ---- | ---- | ---- | ---- | ---- | ---- | ---- |
| Einwohner                  | 127  | 101  | 83   | 103  | 100  | 97   | 109  | 119  |
| Quellen: Cassini und INSEE |      |      |      |      |      |      |      |      |

## Sehenswürdigkeiten
- Kirche Saint-Privat, bereits 1258 erwähnt, Monument historique